# Індигова змія
Індигова змія (Drymarchon) — рід неотруйних змій родини Вужеві. Має 5 видів.

## Опис
Загальна довжина представників цього роду коливається від 1,3 до 2,8 м. Спостерігається статевий диморфізм — самці більші за самиць. Голова малень. Тулуб кремезний, стрункий з гладенькою лускою. Забарвлення здебільшого чорного кольору з різними відтінками (синього, сірого, коричневого, жовтого кольорів). Черево значно світліше за спину.

## Спосіб життя
Полюбляють піщані, лісисті місцини. Активні вдень. Харчуються ящірками, гризунами, земноводними, рибою, зміями.
Це яйцекладні змії.

## Розповсюдження
Мешкають на півдні США, Мексиці, у Центральній Америці, на півночі Південної Америки.

## Види
- Drymarchon caudomaculatus
- Drymarchon corais
- Drymarchon couperi
- Drymarchon margaritae
- Drymarchon melanurus